# American International Pictures
American International Pictures (AIP) est une société de production et distribution américaine, fondée en 1954 par James H. Nicholson et Samuel Z. Arkoff, destinée à la production de films indépendants à petits budgets, principalement à destination des films adolescents des années 50, 60 et 70.
Les réalisateurs, scénaristes et producteurs qui ont travaillé pour le studio : Roger Corman, Lou Place, John Ireland, William Asher, Edward L. Bernds, Edward L. Cahn, Herbert L. Strock, Herman Cohen, Bert I. Gordon, Bruno VeSota, Leslie H. Martinson, Jack Hill, Robert Fuest, Floyd Crosby, Richard Matheson, Ray Russell, etc.
Après la fermeture de la société en 1980, le catalogue des films part chez Metro Goldwyn Mayer.
En 1994, Louis Arkoff (le fils de Samuel Z. Arkoff) et Debra Hill lancent une anthologie télévisée intitulée Rebel Highway et diffusée sur Showtime, qui rend hommage à des films des années 1950 d'AIP avec de jeunes acteurs en vogue des années 1990.

## Relancement
La société est finalement devenue une partie d'Orion Pictures, qui, à son tour, est devenue une division d'Amazon MGM Studios. Le 7 octobre 2020, quatre décennies après la fermeture initiale, MGM a relancé AIP en tant que label pour les films acquis pour les sorties numériques et en salles, MGM supervisant les plateformes de streaming et United Artists Releasing s'occupant de la distribution en salles en Amérique du Nord jusqu'en 2023, date à laquelle Amazon MGM Studios a repris le flambeau.

## La formule ARKOFF
Samuel Z. Arkoff a raconté sa "formule ARKOFF", qui a fait ses preuves, pour produire un film à petit budget réussi, des années plus tard, lors d'un talk-show dans les années 1980. Ses idées pour un film comprenaient :
- Action (drame excitant et divertissant)
- Revolution (thèmes et idées nouveaux ou controversés)
- Killing (un minimum de violence)
- Oratory (dialogues et discours remarquables)
- Fantasy (fantasmes joués communs au public)
- Fornication (attrait sexuel pour les jeunes adultes)

Plus tard, le service de publicité de l'AIP a mis au point une stratégie appelée "le syndrome de Peter Pan" :
A) un enfant plus jeune regardera tout ce qu'un enfant plus âgé regardera ;
B) un enfant plus âgé ne regardera rien de ce que regardera un enfant plus jeune ;
C) une fille regardera tout ce qu'un garçon regardera ;
D) un garçon ne regardera pas ce que regarde une fille.
Par conséquent : pour capter votre meilleure audience, vous vous concentrez sur les hommes de 19 ans.

## Productions

### Années 1950
- 1955 : The Fast and the Furious
- 1955 : Female Jungle
- 1955 : Femmes gangsters (Swamp Women)
- 1956 : Il a conquis le monde (It Conquered the World)
- 1956 : Runaway Daughters
- 1956 : Hot Rod Girl (en)
- 1956 : Éperons sanglants (en) (Flesh and the Spur)
- 1957 : Voodoo Woman
- 1957 : The Undead
- 1957 : Dragstrip Girl
- 1957 : Les Griffes du loup-garou (I Was a Teenage Werewolf)
- 1957 : Filles délinquantes (en) (Reform School Girl)
- 1957 : Blood of Dracula (en)
- 1958 : Le Crâne hurlant (The Screaming Skull)
- 1958 : Mitraillette Kelly (Machine-Gun Kelly)
- 1958 : High School Hellcats
- 1958 : How to Make a Monster
- 1958 : Aventuriers des îles (She Gods of Shark Reef)
- 1958 : Night of the Blood Beast
- 1958 : The Brain Eaters
- 1959 : Roadracers
- 1959 : L'Attaque des sangsues géantes (Attack of the Giant Leeches)

### Années 1960
- 1960 : La Planète rouge (The Angry Red Planet)
- 1960 : La Chute de la maison Usher (House of Usher)
- 1960 : The Jailbreakers
- 1961 : Marée nocturne (Night Tide) de Curtis Harrington
- 1961 : Le Maître du monde (Master of the World)
- 1961 : La Chambre des tortures (Pit and the Pendulum)
- 1962 : L'Enterré vivant (Premature Burial)
- 1962 : L'Empire de la terreur (Tales of Terror)
- 1962 : Panique année zéro (Panic in Year Zero!)
- 1963 : Le Corbeau (The Raven)
- 1963 : California
- 1963 : Commando Bikini (en) (Operation Bikini) d'Anthony Carras
- 1963 : Free, White and 21
- 1963 : L'Halluciné (The Terror) de Roger Corman, Francis Ford Coppola, Monte Hellman, Jack Hill et Jack Nicholson
- 1963 : Beach Party
- 1963 : Matango
- 1963 : La Malédiction d'Arkham (The Haunted Palace)
- 1963 : L'Horrible Cas du docteur X (X)
- 1963 : Atragon (Kaitei gunkan)
- 1964 : Fuego
- 1964 : Le croque-mort s'en mêle (The Comedy of Terrors)
- 1964 : Muscle Beach Party
- 1964 : Under Age (en)
- 1964 : Le Masque de la Mort Rouge (The Masque of the Red Death)
- 1964 : Bikini Beach
- 1964 : Dogora, the Space Monster (Uchu daikaijû Dogora)
- 1964 : Diary of a Bachelor
- 1964 : La Porte du futur (en) (The Time Travelers) d'Ib Melchior
- 1964 : Pajama Party
- 1964 : Navajo Run
- 1964 : Les Exploits fantastiques de Simbad (Sinbad contro i sette saraceni)
- 1965 : Space Monster (TV)
- 1965 : Portrait in Terror
- 1965 : Beach Blanket Bingo
- 1965 : La Planète des vampires (Terrore nello spazio)
- 1965 : Guerre secrète (The Dirty Game)
- 1965 : Ski Party (en)
- 1965 : How to Stuff a Wild Bikini
- 1965 : Deux Cinglés à l'armée (Sergeant Dead Head) de Norman Taurog
- 1965 : Le Messager du diable (Die, Monster, Die!)
- 1965 : Dr. Goldfoot and the Bikini Machine
- 1965 : The Eleanor Roosevelt Story
- 1966 : Nashville Rebel
- 1966 : The Ghost in the Invisible Bikini
- 1966 : Les Bolides de feu (en) (Fireball 500) de William Asher
- 1966 : Les Anges sauvages (The Wild Angels)
- 1966 : L'Espion qui venait du surgelé (Spie vengono dal semifreddo)
- 1966 : Tarzan et la vallée de l'or (en) (Tarzan and the Valley of Gold)
- 1966 : The Big T.N.T. Show
- 1967 : Sadismo
- 1967 : Thunder Alley
- 1967 : Les Anges de l'enfer (Devil's Angels)
- 1967 : Le Voyage (The Trip)
- 1968 : La Guerre des anges (The Glory Stompers)
- 1968 : Maryjane (en)
- 1968 : The Wild Racers
- 1968 : Les Troupes de la colère (Wild in the Streets)
- 1968 : Les Sept sauvages (The Savage Seven)
- 1968 : The Mini-Skirt Mob (en) de Maury Dexter
- 1968 : Angels from Hell (en)
- 1968 : The Young Animals
- 1968 : Killers Three
- 1968 : Three in the Attic
- 1969 : Justine ou les Infortunes de la vertu (Marquis de Sade's Justine) de Jesús Franco
- 1969 : The Devil's 8 (en)
- 1969 : Chastity
- 1969 : Le Divin Marquis de Sade (De Sade) de Cy Endfield
- 1969 : Les Démons de la violence (Hell's Angels '69)

### Années 1970
- 1970 : Lâchez les monstres (Scream and Scream Again)
- 1970 : Horreur à volonté (The Dunwich Horror)
- 1970 : Bloody Mama
- 1970 : Hell's Belles
- 1970 : A Bullet for Pretty Boy (en) de Larry Buchanan
- 1970 : La Terreur des Banshee (Cry of the Banshee)
- 1970 : Up in the Cellar
- 1970 : Les Passions des vampires (The Vampire Lovers)
- 1970 : Angel Unchained (en)
- 1971 : Blood and Lace
- 1971 : The Hard Ride (en)
- 1971 : L'Abominable Docteur Phibes (The Abominable Dr Phibes)
- 1971 : Double Assassinat dans la rue Morgue (Murders in the Rue Morgue) de Gordon Hessler
- 1971 : Chrome and Hot Leather (en)
- 1971 : Bunny O'Hare
- 1972 : Black Mama, White Mama
- 1972 : Les Crapauds (Frogs)
- 1972 : Bertha Boxcar (Boxcar Bertha) de Martin Scorsese
- 1972 : Le Retour de l'abominable Docteur Phibes (Dr Phibes Rises Again)
- 1972 : Massacre
- 1972 : Le Vampire noir (Blacula)
- 1972 : Unholy Rollers
- 1973 : Black Caesar
- 1973 : Sœurs de sang (Sisters)
- 1973 : Coffy, la panthère noire de Harlem (Coffy)
- 1973 : Scream Blacula Scream
- 1973 : Dillinger
- 1973 : L'Exécuteur noir (Slaughter's Big Rip-Off)
- 1973 : Casse dans la ville (Hell Up in Harlem)
- 1974 : The Bat People
- 1974 : Nerfs d'acier, gants de velours (Bamboo Gods and Iron Men)
- 1974 : Sugar Hill
- 1974 : Madhouse
- 1974 : Foxy Brown
- 1974 : Melvin Purvis G-MAN (TV)
- 1974 : Truck Turner & Cie (Truck Turner)
- 1974 : Les Neuf Vies de Fritz le chat (The Nine Lives of Fritz the Cat)
- 1974 : Act of Vengeance
- 1974 : Abby (en)
- 1975 : Sheba, Baby (en)
- 1975 : Cornbread, Earl and Me
- 1975 : Murph the Surf (en)
- 1975 : Cooley High
- 1975 : Hennessy
- 1975 : Le Sixième continent (The Land That Time Forgot)
- 1975 : Return to Macon County
- 1975 : La Panthère est de retour (Friday Foster)
- 1975 : Sixpack Annie
- 1976 : Dragonfly
- 1976 : Soudain... les monstres (The Food of the Gods)
- 1976 : A Small Town in Texas
- 1976 : La Nuit des vers géants (Squirm)
- 1976 : Centre terre, septième continent (At the Earth's Core)
- 1976 : Les Rescapés du futur (Futureworld)
- 1976 : J.D.'s Revenge
- 1976 : Nina (A Matter of Time)
- 1977 : Tentacules (Tentacoli)
- 1977 : Le Continent oublié (The People That Time Forgot)
- 1977 : L'Île du docteur Moreau (The Island of Dr Moreau)
- 1977 : Légitime violence (Rolling Thunder)
- 1977 : Le Monstre qui vient de l'espace (The Incredible Melting Man)
- 1978 : Horrible carnage (Jennifer)
- 1978 : High-Ballin
- 1978 : Our Winning Season
- 1978 : C'est dans la poche (Matilda)
- 1978 : L'ouragan vient de Navarone (Force 10 from Navarone)
- 1979 : The Evictors
- 1979 : Amityville : La Maison du diable (The Amityville Horror)
- 1979 : Météore (Meteor) de Ronald Neame
- 1979 : C.H.O.M.P.S.

### Années 1980-1990
- 1980 : Nothing Personal
- 1980 : Gorp
- 1980 : Les nanas jouent et gagnent (How to Beat the High Co$t of Living)
- 1992 : L'Aria in testa
- 1994 : Rebel Highway
- 1994 : Cool and the Crazy (TV)

### Années 2020
- 2020 : Minamata
- 2020 : Breaking News in Yuba County
- 2021 : How It Ends